# Upper Buchanan Community
Upper Buchanan Community är en klan i Liberia.   Den ligger i regionen Grand Bassa County, i den centrala delen av landet, 90 km sydost om huvudstaden Monrovia.